# Romaria do Senhor dos Aflitos
A Romaria do Senhor dos Aflitos é uma festividade católica que ocorre no municípios de Barreiras, no estado da Bahia. A festa tem raízes na tradição católica portuguesa. A imagem do Senhor dos Aflitos representa Jesus Cristo em sua agonia no Horto das Oliveiras, um momento de sofrimento e entrega, simbolizando conforto e esperança para os fiéis aflitos em suas próprias dores e dificuldades.

## Histórico
No contexto do Oeste da Bahia, essa devoção ganhou corpo no início do século XVIII, quando os irmãos Francisco e José Ayres da Fonseca trouxeram para a região uma imagem do Cristo Crucificado no local situado na zona rural de Barreiras e que se tornou conhecido como “Cantinho do Senhor dos Aflitos”.
Em torno da imagem, a família Ayres da Fonseca construiu uma pequena capela no povoado do Cantinho, às margens do rio Branco, por volta de 1720. A partir daí, o local passou a ser destino de peregrinações espontâneas de moradores da região, que buscavam conforto espiritual e milagres.
O local se consolidou com o tempo como centro religioso de destaque no Oeste baiano, atraindo não apenas moradores locais, mas também visitantes de outras regiões.
A romaria começou como pequenas peregrinações, mas cresceu em importância e número de fiéis ao longo dos séculos XIX e XX. Os romeiros faziam longas caminhadas a pé, enfrentando dificuldades de acesso e infraestrutura precária, para demonstrar sua fé e pedir bênçãos.
Com o passar do tempo, a romaria se organizou melhor, ganhando apoio da Igreja Católica local e das autoridades municipais e estaduais. A festa passou a ser celebrada anualmente no dia 2 de julho, reforçando a tradição e o calendário religioso da região.
Em 1946 foi erguida a atual igreja, que foi elevada ao Santuário Diocesano do Senhor dos Aflitos em dia 16 de abril de 2016, oficializando a importância religiosa do local e incentivando investimentos em infraestrutura para acolher melhor os romeiros.

## Festa
A festa do Senhor dos Aflitos é marcada por celebrações litúrgicas mais estruturadas, com missas solenes, procissões e atividades culturais que promovem a cultura regional e o turismo religioso.
A Romaria do Senhor dos Aflitos também influenciou o folclore, a música e as tradições populares do Oeste da Bahia. São comuns as manifestações artísticas que celebram o evento, como folguedos, rezas, cânticos e festivais que mesclam religiosidade e cultura local. Além disso, a romaria reforça o sentido de comunidade e identidade da população, que vê no evento uma forma de preservar suas raízes e valores.
Historicamente, a romaria tem sido um catalisador para o desenvolvimento local, estimulando o comércio, a prestação de serviços e o turismo. Durante o evento, a economia da região ganha um impulso significativo, beneficiando pequenos comerciantes, artesãos e prestadores de serviço.
Uma das principais tradições da romaria é a caminhada de 18 quilômetros, saindo à meia noite da Igreja Matriz São João Batista em direção ao povoado Cantinho.